# Сандю Бешев
Сандю Иванов Бешев е български алпинист.

## Биография
Роден е на 18 март 1934 г. в село Баховица, област Ловеч. Следва във Висшия институт за физическо възпитание и спорт в София.
В алпинизма попада през 1953 г., когато е изпратен на алпийски курс в Централната планинска школа„Мальовица” (ЦПШ). Веднага след това завършва и курс за инструктори по алпинизъм, след което остава на работа в школата.
В свръзка с Георги Атанасов (Джиджи) през 1957 г. поставя началото на зимните изкачвания в България – Северната стена на Мальовица. През 1958 г. става един от учредителите на алпийския клуб в Ловеч, а на следващата година и на Пловдивския алпийски клуб. Прокарва премиерни маршрути в Рила, Пирин, Стара планина. 
Участва в много алпийски експедиции в Кавказ, Алпите, Памир, Андите. Участва и в двата опита за траверсиране на Безенгийската стена (Кавказ) – неуспешен през 1961 г., успешен три години по-късно. Няколко пъти изкачва връх Елбрус. 
През 1967 г. е сред шестте българи, които за първи път стъпват над 7000 метра – връх Авицена (тогава връх Ленин) в Памир – 7134 м. 
Води много национални и регионални експедиции в планините по света, при които за първи път са изкачени 15 върха, получили български имена. Два от тях са „България“ – по-високият от които е в Андите (5120 м), а три са „Пловдив“, като най-високият от тях – 4550 м, е в Монголски Алтай. 
От 1961 г. до 1994 г. е преподавател по физическо възпитание във Висшия селскостопански институт (Аграрен университет) в Пловдив. През 1976 г. защитава кандидатска дисертация, а от 1979 г. е доцент. 
Автор е на над 40 научни труда и повече от 150 научнопопулярни статии. Има издадени 23 книги, които проследяват развитието на българския и световния алпинизъм. В продължение на повече от 27 години е член на Бюрото на БФА, а над 10 години и на треньорския съвет.
През 1984 година е награден с орден „Народна Република България“ ІІ степен.
Личният му архив се съхранява във фонд 2275 в Държавен архив – Пловдив. Той се състои от 43 архивни единици от периода 1959 – 1993 г.